# So ein Tag, so wunderschön wie heute
So ein Tag, so wunderschön wie heute wurde 1952 für die Fassnachtskampagne der Mainzer Hofsänger von Lotar Olias komponiert, der Text stammt von Walter Rothenburg. Das Lied wurde vor allem durch die Mainzer Hofsänger bekannt, die damit in der alljährlichen Fassnachtfernsehsendung Mainz bleibt Mainz, wie es singt und lacht auftreten.
Das Lied wurde später im Film Geld aus der Luft aus dem Jahr 1954 von Lonny Kellner gesungen. Auch der Sänger Heino coverte es.
Es ist eine Art Deutschlandhymne für besonders freudige Anlässe der Deutschen: „So ein Tag, so wunderschön wie heute“, der Refrain des Liedes, wurde bei der Wiedervereinigung in ganz Deutschland gesungen und wird bei besonderen Erfolgen deutscher Sportler, wie bei Fußballweltmeisterschaften oder Länderspielen, von den Fans regelmäßig angestimmt. Auch bei allgemeinen Gruppen- oder Mannschaftserfolgen auch ohne Deutschlandbezug ist das Lied zu hören.

## Andere Versionen
Im Jahr 2006 veröffentlichte Mickie Krause den Partyschlager-Song Oh wie ist das schön, welcher aus dem Refrain von So ein Tag, so wunderschön wie heute und einer Abwandlung des 50er Jahre Hits Oh wie bist du schön! besteht.